# I’m Sorry I Made You Cry
I’m Sorry I Made You Cry ist ein Popsong, den Nick Jeannine Clesi verfasste und 1918 veröffentlichte.

## Wirkungsgeschichte
Clesis Song I’m Sorry I Made You Cry war eine der populärsten Balladen der späten 1910er-Jahre; vor allem Henry Burr war mit seiner Aufnahme des Songs für Victor erfolgreich in den amerikanischen Hitparaden vertreten.
Zu den Musikern, die I’m Sorry I Made You Cry 1918 in den Vereinigten Staaten aufnahmen, gehörten das Duo Henry Burr und Albert Campbell, Earl Fuller’s Famous Jazz Band (Edison Diamond Disc 50521), Ford Dabney (Aeolian), in London The Versatile Three.  Der Diskograf Tom Lord listet im Bereich des Jazz insgesamt 263 (Stand 2016) Coverversionen, u. a. von Eddie Condon, Red Nichols, Fats Waller, Bob Howard, Louis Prima, Muggsy Spanier, Sidney Bechet, Frank Froeba, Armand Hug, Cliff Edwards, Bob Scobey, Alvin Alcorn, Bobby Gordon, Graeme Bell, Sammy Rimington, Ian Whitcomb, Dick Hyman, Kenny Davern, Trevor Richards und einer Reihe von Dixielandbands. Alice Faye interpretierte den Song in dem Spielfilm Rose in Washington Square (1939, Regie Gregory Ratoff). Auch Connie Francis (MGM, 1958), Terri Lorraine, Frank Sinatra coverten den Song.